# Parcul Național Garamba
Parcul Național Garamba se află în Provincia Orientale din nord-estul Republicii Democrate Congo din Africa, și a fost înființat în anul 1983. Fiind unul dintre cele mai vechi parcuri naționale din Africa, a devenit parte din Patrimoniul Mondial UNESCO în 1980.